# Pachycladon
Pachycladon là chi thực vật có hoa trong họ Cải.